# Свірж (притока Десни)
Свірж — річка в Україні, у Шосткинському районі Сумської області. Ліва притока Десни (басейн Дніпра).

## Опис

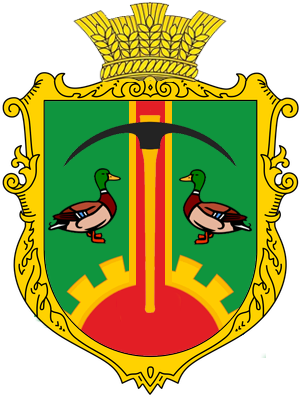
Іржава річка Свірж на гербі села Свірж

Довжина річки приблизно 8,9 км.

## Розташування
Бере початок на південному сході від Підгірного. Тече переважно на південний захід через село Свірж, Погребки і впадає у річку Десну, ліву притоку Дніпра.